# LV-5223
La LV-5223 és una carretera antigament anomenada veïnal, actualment gestionada per la Diputació de Lleida. La L correspon a la demarcació provincial de Lleida, i la V a la seva antiga consideració de veïnal.
És una carretera del Pallars Sobirà, de la xarxa local de Catalunya, de 12,5 quilòmetres de llargària, que té l'origen a la C-13, en terme de Sort, al nord de la mateixa capital comarcal i el destí final en el poble de Llessui, actualment del mateix terme municipal de Sort.
En els seus 12,5 quilòmetres de recorregut puja 710,4 m.
Trepitja un sol terme municipal, el de Sort, però passa pels pobles de la Bastida de Sort, Altron, Sorre, Torre i Llessui, i també molt a prop dels de Bernui i Saurí, que queden a migdia i estan units amb la LV-5223 a través de la LV-5225. Abans, en el punt quilomètric 3,2, una altra carretera l'enllaça amb un altre poble: és la LV-5224, que mena a Olp.